# Günter Paulus
Günter Paulus (* 20. August 1927 in Berlin) ist ein deutscher Historiker. Als ein wichtiger Vertreter der Geschichtswissenschaft der DDR sollte er ab Anfang der 1960er Jahre an der Deutschen Akademie der Wissenschaften zu Berlin federführend eine „Geschichte Deutschlands im zweiten Weltkrieg“ erarbeiten. Er verfolgte jedoch Interpretationen, die vom herrschenden Geschichtsbild, insbesondere von der Dimitroff-These, abwichen. Eine seiner Veröffentlichungen wurde deshalb 1966 eingezogen. Paulus wurde strafversetzt und lehrte bis 1990 an der Hochschule für Ökonomie Berlin. Sein Fall gilt als außergewöhnliches Ereignis in der Geschichte der DDR-Geschichtswissenschaft, auch weil es außergewöhnlicher Anstrengungen bedurft habe, den bedrohten Herrschaftsdiskurs zu festigen.

## Leben

### Schule und Studium
Paulus besuchte die Oberschule und erhielt noch den Reifevermerk, als er im August 1944 einberufen wurde. Er nahm bis 1945 am Zweiten Weltkrieg teil und geriet in amerikanische Kriegsgefangenschaft. Anschließend bestritt er seinen Lebensunterhalt als Landarbeiter. 1946 legte er das Abitur ab und begann ein Studium der Geschichte, Germanistik und Philosophie an der Humboldt-Universität Berlin.
Paulus trat in die SED ein und arbeitete von 1948 bis 1951 nebenberuflich als Redakteur im Schulbuchverlag Volk und Wissen in Ost-Berlin. Im Studienjahr 1949/50 wurde er vom Ministerium für Volksbildung beurlaubt, um an den „ersten marxistisch-leninistischen Geschichtsbüchern“ mitzuschreiben. 1952 schloss er sein Studium als Diplom-Historiker ab.
Von 1952 bis 1956 war Paulus als wissenschaftlicher Mitarbeiter im Museum für Deutsche Geschichte in Berlin beschäftigt. Ab 1956 war er zunächst als wissenschaftlicher Assistent, ab 1957 als wissenschaftlicher Oberassistent und stellvertretender Leiter der Abteilung 1917–1945 am Institut für Geschichte an der Deutschen Akademie der Wissenschaft zu Berlin tätig. Im Februar 1963 wurde er mit einer Arbeit über „Zusammenbruch und Wiederaufstieg des deutschen Militarismus 1918/19“ an der Humboldt-Universität promoviert.

### Abweichungen von der offiziellen Linie der DDR-Geschichtswissenschaft
1964 übernahm Paulus am Institut für Geschichte die Leitung der Forschungsgruppe „Faschismus und zweiter Weltkrieg“, wo er federführend eine „Geschichte Deutschlands im zweiten Weltkrieg“ erarbeiten sollte. Er war außerdem an der Abfassung eines neuen Hochschullehrbuchs zur deutschen Geschichte im Auftrag des Politbüros der SED beteiligt. Nach Martin Sabrow zählte er zu diesem Zeitpunkt nach beruflicher Leistung und wissenschaftlicher Position zu den tonangebenden Historikern der DDR.
Noch in seiner Funktion als Sekretär  des Arbeitskreises I am Institut für Geschichte an der Akademie der Wissenschaften hatte Paulus 1959 Kritik an der bisherigen Darstellung der NS-Zeit geübt. Diese sei zu schematisch. Ausdrücklich nannte er die Behandlung „des Judenproblems 1938“ in einem Lehrbuchentwurf für die Jahre 1936–1939. 1962 formulierte er eine Analyse des Forschungsstandes zur Geschichte des Zweiten Weltkriegs, in der er das Fehlen einer wissenschaftlichen Gesamtdarstellung des KZ-Systems konstatierte und die fehlende Darstellung des Leidensweges der jüdischen Bevölkerung Europas als „politisch-moralische ‚Lücke‘“ monierte. Er beauftragte Klaus Drobisch damit, ein Thesenpapier zum Thema zu erarbeiten.
Ende 1965 veröffentlichte Paulus im Deutschen Militärverlag die Monographie Die zwölf Jahre des tausendjährigen Reiches. Streiflichter auf die Zeit der faschistischen Diktatur über Deutschland, die auf einer Reihe von 1962 im Deutschlandsender gehaltenen Rundfunkvorträgen basierte. Paulus teilte darin die grundsätzlichen Positionen der DDR-Geschichtswissenschaft wie die Dimitroff-These und schlug parteilich-kämpferische Töne an. Aber gleichzeitig streifte er gezielt die Grenzen des tradierten Geschichtsbildes, indem er Hitler als „Hauptmanager des staatsmonopolistischen Kapitalismus in Deutschland“ eine „gewisse Selbstständigkeit“ attestierte, Waffenlieferungen der Westmächte an die Sowjetunion während des Zweiten Weltkriegs die Bedeutung materieller Hilfe zubilligte und bei der Interpretation der Kriegsniederlage als Befreiung an die Gewalterfahrungen seiner Leser anknüpfte. Die Drucklegung war von Bruno Löwel und Ingo Materna befürwortet worden, die Änderungen im Sinne des historischen Herrschaftsdiskurses in der DDR verlangt hatten. So hatte Paulus die Existenz des in der DDR tabuisierten geheimen Zusatzprotokolls zum Hitler-Stalin-Pakt behandelt, obgleich er es innerhalb der politischen Normen des verordneten Geschichtsbildes als Rettung von Millionen Menschen vor dem Zugriff der deutschen Militaristen interpretierte. Vor der Veröffentlichung strich er den Begriff „Zusatzprotokoll“.

### Ausgrenzung aus der DDR-Geschichtswissenschaft
Das Buch wurde im Januar 1966 eingezogen, nachdem der Sektor Gesellschaftswissenschaften in der Abteilung Wissenschaften des ZK der SED auf die „unmarxistischen und opportunistischen Positionen“ des Autors hingewiesen hatte. Allerdings war ein großer Teil der Auflage von 5000 Exemplaren bereits abgegeben worden. Da Paulus schon im September 1964 in den Verdacht „revisionistischer Abweichungen“ geraten war und eine Disziplinarstrafe erhalten hatte, nachdem am 6. September im Neuen Deutschland unter dem Titel Der Mann der Monopole Auszüge eines seiner Referate über die Ursprünge des Zweiten Weltkriegs erschienen waren, ging der SED-Apparat entschlossen gegen ihn vor. Im Dezember 1965 hatte das 11. Plenum des ZK der SED nach einer kurzen Zeit der Liberalisierung ohnehin einen Kurswechsel auf dem Kultursektor beschlossen. Insbesondere die Gutachter des Instituts für Marxismus-Leninismus, Gerhard Nitzsche und Karlheinz Pech, gaben die politische Bewertung Paulus’ vor, indem sie das Buch einen „Versuch“ nannten, „der imperialistischen Ideologie in der Geschichtswissenschaft der DDR Raum zu geben“. In der „Parteigruppe 1917–1945“ verteidigte allein Wolfgang Ruge seinen Kollegen Paulus.
1966 wurde Paulus einem SED-Parteiverfahren unterworfen. Er hatte im Vorfeld bereits selbst seine Ausgrenzung aus der instrumentellen Geschichtswissenschaft öffentlich gerechtfertigt. Er wurde im Verfahren neben einer strengen Rüge mit einem vierjährigen Publikationsverbot belegt und als Lehrer für das marxistisch-leninistische Grundlagenstudium an die Hochschule für Ökonomie in Berlin-Karlshorst strafversetzt. Eine ihm vier Jahre später angebotene Rückkehr an die Akademie lehnte er ab. Im Februar 1969 wurde er an der Hochschule für Ökonomie Dozent für die Geschichte der deutschen Arbeiterbewegung.
Im Mai 1975 erfolgte an der Humboldt-Universität Paulus’ Promotion B „Zur Genesis des modernen Militarismus und seiner besonderen Erscheinungsformen in der deutschen Geschichte“ bei Alfred Schröter, Heinrich Scheel und Kurt Pätzold. Von September 1975 an war Paulus ordentlicher Professor für die Geschichte der deutschen Arbeiterbewegung an der Sektion Marxismus-Leninismus der Hochschule für Ökonomie. Seine Professur wurde 1990 abgewickelt.

## Bewertung des Falles Günter Paulus
Der Historiker Martin Sabrow betrachtet den Fall Paulus als ein außergewöhnliches Ereignis in der Geschichte der DDR-Geschichtswissenschaft, weil ein marxistischer Historiker außergewöhnlich unbeirrt einen von ihm für richtig erkannten Weg eingeschlagen und es außergewöhnlicher Anstrengungen bedurft habe, um den bedrohten Herrschaftsdiskurs zu festigen. Aber: „Das diskursive Dispositiv einer parteilichen Geschichtsauffassung, das aus dem Gegenbild des ‚objektiven Gegners‘, der politischen Parteilichkeit jeder wissenschaftlichen Auffassung und dem unerreichbaren Ideal einer identitären Gesellschaft geformt war, hatte sich als stark genug erwiesen, um seine Stellung gegen alle Kraft historischer Fakten und individueller Überzeugung zu wahren.“
Joachim Käppner  sieht in dem Vorgehen gegen Paulus ein Symptom für weit tiefergreifende Auseinandersetzungen. „Unter DDR-Historikern hatte sich erstmals Widerstand gegen die offizielle Faschismusdefinition und deren Folgen für die Forschung formiert.“ Er wertet Paulus’ Sturz als Musterbeispiel für die Willfährigkeit eines Teiles der Historikerschaft, an der Durchsetzung der ideologischen Vorgabens des Regimes aktiv mitzuwirken. Indem dadurch der Ansatz unterbunden worden sei, sich innerhalb der geschichtswissenschaftlichen Institutionen der DDR von der Dimitroff-Formel zu lösen, habe auch die Holocaustforschung in der DDR stagniert.

## Veröffentlichungen
- Das Zeitalter der Gegenreformation und des Dreissigjährigen Krieges. 1. Auflage. Volk u. Wissen, Berlin, Leipzig 1948.
- Zur Verfälschung der Geschichte des zweiten Weltkrieges in der westdeutschen Geschichtsschreibung. In: Zeitschrift für Geschichtswissenschaft 1, Nr. 1 (1953), S. 445–465.
- Die soziale Struktur der Freikorps in den ersten Monaten nach der Novemberrevolution. In: Zeitschrift für Geschichtswissenschaft 3, Nr. 5 (1955), S. 685–704.
- mit Hans Radandt (Hrsg.): So begann das Verbrechen. 1. Auflage. Rütten & Loening, Berlin 1960.
- Der Zweite Weltkrieg. (Dokumente und Materialien). Verl. Volk und Wissen, Berlin 1961.
- und Leo Stern (Hrsg.): Beiträge zum Thema. Die Vorbereitung des 2. Weltkrieges durch den deutschen Imperialismus. 1. Auflage. Rütten & Loening, Berlin 1961.
- Zusammenbruch und Wiederaufstieg des deutschen Militarismus 1918/19. Humboldt-U., Phil. F., Diss. v. 6. Febr. 1963 (Nicht f. d. Aust.)--Berlin, 6. F., Berlin 1963.
- mit Gerhard Förster und Olaf Groehler: Zum Verhältnis von Kriegszielen und Kriegsplanung des faschistischen deutschen Imperialismus. In: Zeitschrift für Geschichtswissenschaft 12, Nr. 6 (1964), S. 929–948.
- Die zwölf Jahre des Tausendjährigen Reiches. Streiflichter auf die Zeit der faschistischen Diktatur über Deutschland. 1. Auflage. Dt. Militärverl, Berlin 1965.
- Zur imperialistischen Strategie der "begrenzten Kriege". In: Wissenschaftliche Zeitschrift // Hochschule für Ökonomie Berlin : Beiträge aus Forschung u. Lehre. 13, Nr. 3 (1968), S. 331–338.
- Zur Entwicklung der Militärpolitik der Sozialistischen Einheitspartei Deutschlands und ihrer Bedeutung für die allseitige Stärkung der Deutschen Demokratischen Republik. In: Wissenschaftliche Zeitschrift // Hochschule für Ökonomie Berlin : Beiträge aus Forschung u. Lehre.14 (1969), S. 337–344.
- Kurt von Schleicher. Fraktionskampf der Konterrevolutionäre. In: Sturz ins Dritte Reich : histor. Miniaturen u. Porträts 1933/35. 1983, S. 72–78.